# Nairobi
Nairobi es la capital y ciudad más grande de la República de Kenia. El nombre Nairobi proviene de la frase masái Enkare Nyorobi, que significa «el lugar de aguas frescas». No obstante, es conocida popularmente como «la ciudad verde en el sol».
Fundada por los británicos en 1899 como un simple depósito ferroviario en la vía que une Mombasa a Uganda, la ciudad creció rápidamente hasta convertirse en la capital de África Oriental Británica en 1905, y en la capital de la república de Kenia libre en 1963. Nairobi además es la capital de la provincia de Nairobi y del distrito de Nairobi. La ciudad se encuentra a orillas del río Nairobi, en el sur de la nación, y tiene una elevación de 1661 metros sobre el nivel del mar.
Nairobi es la ciudad más poblada de África Oriental, con una población urbana estimada de entre 3 y 4 millones de habitantes. Según el censo de 2019, en el área administrativa de Nairobi, vivían 4 397 073 habitantes, en un área de 696 km². Es la cuarta ciudad más grande de África. La mayoría de sus habitantes viven en la pobreza. 
Nairobi es hoy en día una de las ciudades más prominentes en África, tanto política como económicamente. Hogar de muchas compañías y organizaciones, incluido el Programa de las Naciones Unidas para el Medio Ambiente (PNUMA), Nairobi es un establecido centro comercial y cultural. El Grupo de Estudios sobre Globalización y Ciudad de Clase Mundial (GaWC), por sus siglas en inglés) define a Nairobi como un prominente centro social.

## Historia
Fue fundada en 1899 por los británicos, como una ciudad en la línea de ferrocarril entre el estratégico puerto de Mombasa, en el Océano Índico y Kampala, en el lago Victoria. El nombre de la ciudad proviene de un río cercano. Debido a su ubicación a los pies de las primeras cordilleras del valle del Gran Rift, se estableció en ella el centro de operaciones para la construcción del ferrocarril a través de él, creciendo así hasta convertirse en una pequeña ciudad. 
En 1905 fue declarada capital del Protectorado Británico de África Oriental tomando el testigo de Mombasa. En esta época los inmigrantes indios crearon el bazar, que se convirtió en el principal mercado agrícola de la zona. La ciudad creció hasta alcanzar el rango de ciudad en 1954. 
Después del final de la Segunda Guerra Mundial, se desarrolló un movimiento independentista llamado Mau Mau que organizó una rebelión contra el dominio británico. Jomo Kenyatta, el que posteriormente fuera presidente de Kenia, fue encarcelado por su participación aun cuando no existían pruebas que lo unían a la rebelión. La presión ejercida por la población local keniana causó la independencia de Kenia en 1963, con Nairobi como la capital de la nueva república. Después de su independencia, la ciudad se desarrolló rápidamente.
En agosto de 1998 la embajada estadounidense en Nairobi fue atacada por Al-Qaeda, con una serie de bombas, causando la muerte a más de doscientos civiles. Hoy en día el lugar del atentado es un parque conmemorativo, en homenaje a las víctimas.
En enero de 2007 se celebró en Nairobi la séptima edición del Foro Social Mundial, en el cual los residentes de Karagocho encontraron una oportunidad para exponer al mundo sus condiciones de vida.

## Geografía
La ciudad está localizada en las coordenadas 1°17′S 36°49′E / -1.283, 36.817 y ocupa alrededor de 150 km². Está situada a 1661 metros sobre el nivel del mar.
Nairobi se ubica entre las ciudades de Kampala y Mombasa. Al estar cerca del lado este del Gran Valle del Rift, padece ocasionalmente terremotos menores y temblores. Las colinas Ngong, localizadas al oeste de la ciudad, son el accidente geográfico más característico de Nairobi. El Monte Kenia está situado al norte de Nairobi y el Monte Kilimanjaro en el sudeste; ambas montañas son visibles desde Nairobi en un día despejado.
El río Nairobi y sus afluentes atraviesan el condado de Nairobi. La ganadora del Premio Nobel de la Paz Wangari Maathai ha luchado para salvar el bosque de Karura, situado al norte de la ciudad, que estuvo bajo amenaza al querer construirse viviendas y otras infraestructuras.
Los barrios del oeste de la ciudad se extiendena lo largo de unos 20 km, desde el Kenyatta National Hospital en el sur, hasta los cuarteles de las Naciones Unidas en el barrio de Gigiri en el norte. La ciudad tiene su centro en City Square, en el centro del distrito financiero. Los edificios del Parlamento de Kenia, la Catedral de la Sagrada Familia, el Ayuntamiento, la Corte de Justicia y el Kenyatta International Conference Centre se encuentran alrededor de la plaza.
La contaminación por plásticos ha alcanzado proporciones masivas en Kenia. Sólo en Nairobi se vierten casi 500 toneladas diarias de estos residuos, según datos de 2021. Algunos de los residuos acaban en los intestinos del ganado, en la superficie de los ríos o en los desagües, provocando inundaciones en los periodos de lluvia.

### Clima
Nairobi se encuentra a una altitud de 1661 m s. n. m., por lo que posee un clima moderado, que de acuerdo con la clasificación climática de Köppen, es de verano suave (Cwb), similar al de Adís Abeba. A pesar de encontrarse en el Ecuador, la altitud provoca que las tardes sean frías, sobre todo en meses de invierno junio/julio, cuando la temperatura se sitúa sobre los 10 °C. El período más caluroso y soleado del año son los meses de diciembre y marzo, cuando la temperatura promedio oscila alrededor de los 20 °C durante el día. La temperatura máxima es de 24 °C. 
Hay dos periodos de lluvias moderadas. La parte más fría del año es justo después de la primera estación lluviosa, hasta septiembre. Al encontrarse Nairobi cerca del Ecuador, las diferencias entre las estaciones son mínimas. Las estaciones se clasifican en lluviosa y seca. La sincronía entre el amanecer y el ocaso no varía mucho en todo el año.
| Parámetros climáticos promedio de Nairobi                                             | Parámetros climáticos promedio de Nairobi | Parámetros climáticos promedio de Nairobi | Parámetros climáticos promedio de Nairobi | Parámetros climáticos promedio de Nairobi | Parámetros climáticos promedio de Nairobi | Parámetros climáticos promedio de Nairobi | Parámetros climáticos promedio de Nairobi | Parámetros climáticos promedio de Nairobi | Parámetros climáticos promedio de Nairobi | Parámetros climáticos promedio de Nairobi | Parámetros climáticos promedio de Nairobi | Parámetros climáticos promedio de Nairobi | Parámetros climáticos promedio de Nairobi |
| Mes                                                                                   | Ene.                                      | Feb.                                      | Mar.                                      | Abr.                                      | May.                                      | Jun.                                      | Jul.                                      | Ago.                                      | Sep.                                      | Oct.                                      | Nov.                                      | Dic.                                      | Anual                                     |
| ------------------------------------------------------------------------------------- | ----------------------------------------- | ----------------------------------------- | ----------------------------------------- | ----------------------------------------- | ----------------------------------------- | ----------------------------------------- | ----------------------------------------- | ----------------------------------------- | ----------------------------------------- | ----------------------------------------- | ----------------------------------------- | ----------------------------------------- | ----------------------------------------- |
| Temp. máx. abs. (°C)                                                                  | 29.8                                      | 30.5                                      | 30.9                                      | 29.0                                      | 26.8                                      | 28.1                                      | 32.7                                      | 32.5                                      | 30.0                                      | 29.0                                      | 27.9                                      | 27.6                                      | 32.7                                      |
| Temp. máx. media (°C)                                                                 | 25.5                                      | 26.7                                      | 26.8                                      | 25.0                                      | 23.6                                      | 22.5                                      | 22.0                                      | 22.7                                      | 25.0                                      | 25.7                                      | 24.0                                      | 24.4                                      | 24.5                                      |
| Temp. media (°C)                                                                      | 18.0                                      | 18.8                                      | 19.4                                      | 19.2                                      | 17.8                                      | 16.3                                      | 15.6                                      | 15.9                                      | 17.3                                      | 18.5                                      | 18.4                                      | 18.1                                      | 17.8                                      |
| Temp. mín. media (°C)                                                                 | 10.5                                      | 10.9                                      | 12.1                                      | 13.4                                      | 12.1                                      | 10.0                                      | 9.2                                       | 9.1                                       | 9.7                                       | 11.3                                      | 12.7                                      | 11.7                                      | 11.1                                      |
| Temp. mín. abs. (°C)                                                                  | 3.3                                       | 2.2                                       | 6.7                                       | 7.8                                       | 7.9                                       | 4.4                                       | 1.1                                       | 2.9                                       | 3.9                                       | 5.5                                       | 6.7                                       | 6.2                                       | 1.1                                       |
| Lluvias (mm)                                                                          | 58.3                                      | 49.8                                      | 92.2                                      | 242.3                                     | 189.5                                     | 38.6                                      | 17.6                                      | 24.0                                      | 31.2                                      | 60.8                                      | 149.6                                     | 107.6                                     | 1061.5                                    |
| Días de lluvias (≥ 1 mm)                                                              | 4                                         | 4                                         | 8                                         | 16                                        | 13                                        | 5                                         | 3                                         | 4                                         | 4                                         | 7                                         | 14                                        | 9                                         | 91                                        |
| Horas de sol                                                                          | 288.3                                     | 266.0                                     | 266.6                                     | 204.0                                     | 189.1                                     | 159.0                                     | 130.2                                     | 127.1                                     | 180.0                                     | 226.3                                     | 198.0                                     | 257.3                                     | 2491.9                                    |
| Fuente n.º 1: Hong Kong Observatory (1961-1990) and World Meteorological Organisation |                                           |                                           |                                           |                                           |                                           |                                           |                                           |                                           |                                           |                                           |                                           |                                           |                                           |
| Fuente n.º 2: BBC Weather                                                             |                                           |                                           |                                           |                                           |                                           |                                           |                                           |                                           |                                           |                                           |                                           |                                           |                                           |

## Distritos

Plano urbano de Nairobi.

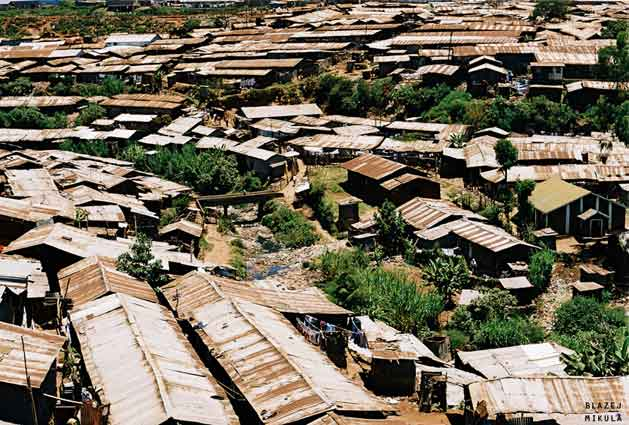
El barrio de Kibera.

Hay amplia variedad de niveles de vida en Nairobi. La mayoría de los kenianos ricos viven en Nairobi pero la mayoría de los habitantes de Nairobi son de clase media. Se ha estimado que la mitad de la población vive en los barrios bajos que cubren solamente el 5% del área de la ciudad. El crecimiento de estos barrios bajos es el resultado de un urbanismo mal planificado y la indisponibilidad de pagar préstamos para los habitantes de ingresos bajos.
Kibera es uno de los barrios bajos (favela) más grandes de África y está situado al oeste de Nairobi. ("Kibera" es la palabra nubia para "bosque"). Los barrios bajos cubren 2 km ² y están situados sobre tierra propiedad del gobierno. Cuenta una población estimada de entre 700.000 y 1 millón de habitantes. En la que el 80% de los jóvenes están en paro.
Muchos habitantes que no viven en los barrios bajos de Nairobi viven en condiciones de alojamiento relativamente buenas. Se pueden encontrar casas grandes en muchas vecindades, sobre todo al oeste de Nairobi. Históricamente, los inmigrantes británicos se han instalado en los barrios de Langata y Karen. Otros barrios con habitantes de ingresos medios y altos son Parklands, Westlands, Hurlingham, Milimani y Nairobi Hill. City Square, la parte central de la ciudad, se caracteriza por sus amplias avenidas y por sus rascacielos.

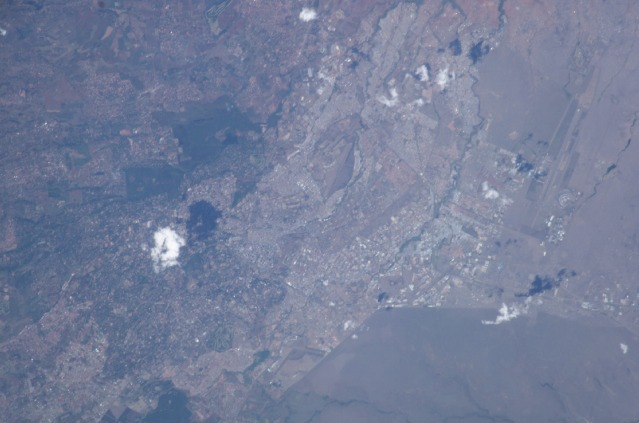
Nairobi vista desde la Estación Espacial Internacional.

| Distrito         | Barrios                                                                               |
| ---------------- | ------------------------------------------------------------------------------------- |
| Westlands        | Kitisuru· Parklands/Highridge· Karura· Kangemi· Mountain View                         |
| Dagoretti Norte  | Kilimani· Kawangware· Gatina· Kileleshwa· Kabiro·                                     |
| Dagoretti Sur    | Mutu-ini· Ngand'o· Riruta· Uthiru/Ruthimitu· Waithaka·                                |
| Langata          | Karen· Nairobi Oeste· Mugumo-ini· Soth C· Nyayo Highrise·                             |
| Kibra            | Laini Saba· Lindi· Makina· Woodley/ Kenyatta Golf Course· Sarang'ombe·                |
| Roysambu         | Githurai· Kahawa Oeste· Zimmermann· Roysambu· Kahawa                                  |
| Kasarani         | Clay City· Mwiki· Kasarani· Njiru· Ruai                                               |
| Ruaraka          | Babadogo· Utalii· Mathare Norte· Lucky Summer· Korogocho·                             |
| Embakasi Sur     | Imara Daima· Kwa Njenga· Kwa Reuben· Pipeline· Kware·                                 |
| Embakasi Norte   | Kariobangi Norte· Dandora Area I· Dandora Area II· Dandora Area III· Dandora Area IV· |
| Embakasi Central | Kayole Norte· Kayole Norcentro· Kayole Sur· Komarock· Matopeni/ Spring Valley·        |
| Embakasi Este    | Upper Savanna· Lower Savanna· Embakasi· Utawala· Mihang'o·                            |
| Embakasi Oeste   | Umoja I· Umoja II· Mowlem· Kariobangi Sur·                                            |
| Makadara         | Maringo/ Hamza· Viwandani· Harambee· Makongeni·                                       |
| Kamukunji        | Pumwani· Esteleigh Norte· Esteleigh Sur· Airbase· California·                         |
| Starehe          | Nairobi Central· Ngara· Pangani· Ziwani/ Kariokor· Landimawe· Nairobi Sur·            |
| Mathare          | Hospital· Mabatini· Huruma· Ngei· Mlango Kubwa· Kiamaiko·                             |

## Demografía
Nairobi ha experimentado uno de los índices de crecimiento más altos de toda África. Desde su fundación en 1899, Nairobi ha crecido hasta hacerse la ciudad más grande en el África Oriental, a pesar de ser la ciudad más joven en la región. El índice de crecimiento de Nairobi es actualmente el 6,9%; se estima que la población de Nairobi alcanzará 5 millones en 2015.[cita requerida]
Evolución demográfica de Nairobi, de 1906 a 2009.

## Cultura

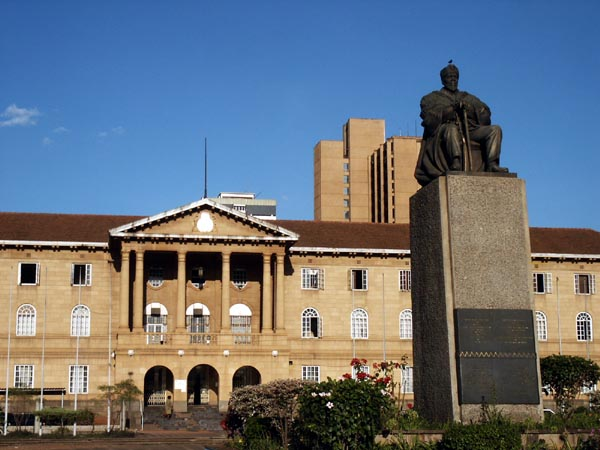
Edificio del Parlamento Nacional con la estatua de Jomo Kenyatta en primer plano.

Nairobi es una ciudad cosmopolita y multicultural. Desde su fundación, Nairobi ha mantenido una fuerte presencia británica, con una herencia del dominio colonial. Esto se puede ver en el amplio número de barrios con grafía inglesa, como por ejemplo Hurlingham y Parklands.
A mediados del siglo XX, muchos extranjeros de otras colonias británicas principalmente de India y de Pakistán se instalaron en Nairobi. La mayoría de estos inmigrantes que llegaron fueron trabajadores que construyeron el ferrocarril de Kampala a Mombasa y terminaron por instalarse en Nairobi después de su conclusión. En la ciudad también se han establecido comunidades procedentes de las vecinas Somalia y Sudán.
Nairobi cuenta con un gran número de iglesias, mezquitas, templos y gurdwaras. Los sitios principales de adoración incluyen la Catedral de la Sagrada Familia, la Catedral de Todos los Santos, la mezquita Ismaili Jamat Khana y la Mezquita Jamia.

## Economía
Nairobi es la sede de la Bolsa de Valores de Nairobi, siendo la cuarta bolsa africana más grande por volumen transado, y la quinta en términos de la capitalización de mercado como porcentaje del PIB.
Nairobi es la sede de varias oficinas de multinacionales en África, como General Electric, Young & Rubicam, Google, Coca-Cola, Airtel, y Cisco Systems.
Alrededor de 2 millones de personas, o la mitad de la población de Nairobi, viven en barrios marginales. Estos últimos ocupan sólo el 5% de la parte residencial de la ciudad. Las condiciones de vida son difíciles: escaso acceso al agua potable y a la atención sanitaria, malas condiciones de saneamiento y constantes amenazas de desalojo. Por ejemplo, en octubre de 2021, la barriada de Mukuru Kwa Njenga fue arrasada para dar paso a la ampliación de una carretera, dejando a 40.000 personas sin hogar de la noche a la mañana.

## Lugares de interés
El museo dedicado a la danesa Karen Blixen está situado en la casa original de esta célebre autora de África-atractivo mundo oscuro, novela que sumaria popularidad tras su adaptación al cine de Sydney Pollack llamada Memorias de África.
El Museo Nacional de Kenia cuenta con una gran colección de utensilios prehistóricos, incluyendo los restos completos de un Homo erectus varón.
Otra atracción es el mausoleo de Jomo Kenyatta, el Teatro Nacional de Kenia y los Archivos Nacionales de Kenia. Las galerías de arte en Nairobi incluyen el Museo Rahimtulla de Arte Moderno (Ramoma) y el Centro de Artes Mzizi.
En Nairobi se presenta un entorno muy variable de espacios naturales para protección de la biodiversidad.

### Parque nacional de Nairobi
El parque nacional de Nairobi se inauguró en 1946. El parque está a sólo 7 km del centro de la ciudad, de 120 km² es el hogar de una gran variedad de animales, actualmente están registradas más de 80 especies de mamíferos y más de 500 de aves. El parque está cercado por tres lados, el cuarto lado está delimitado por el río Athi. La mayor parte del parque está compuesto por un nivel abierto. En el parque se encuentran el rinoceronte negro, la jirafa masai, búfalos, cerdos salvajes y Thomson, gacela de Grant y depredadores como los leones, leopardos, panteras y hienas. También se puede ver comúnmente más especies de chacal, ñus, antílopes y cebras.

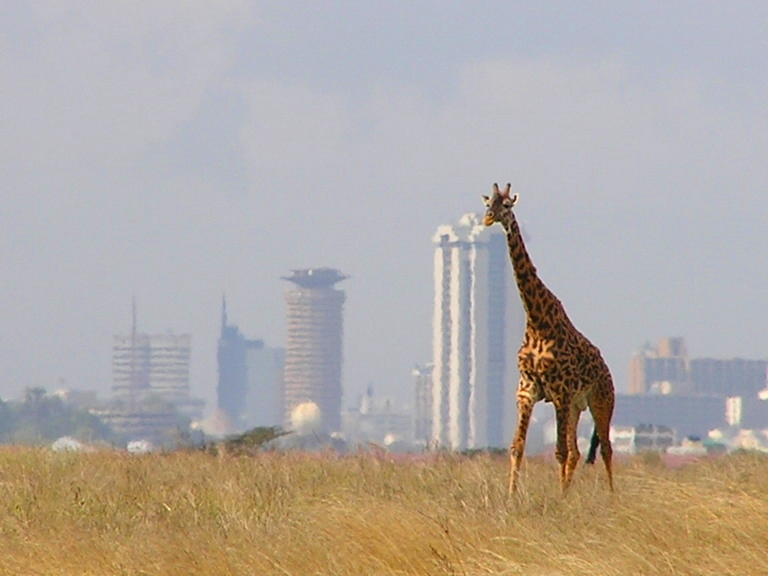
Parque nacional con la ciudad de Nairobi en el horizonte.

### Daphne Sheldrick’s Orphanage
Aquí se puede encontrar el orfanato para elefantes y se puede llegar a través de la Ruta de Magadi, que eliminándose la tarifa de entrada al parque nacional es una zona incluso más atractiva. Este lugar es un sitio de protección de crías de elefantes huérfanas debido a la caza furtiva. Se puede observar a los elefantes mientras juegan, mientras que las enfermeras y los biólogos realizan conferencias sobre estos animales.

### Langatta Giraffe Center
Este centro de jirafas es mantenido por AFEW (Fondo Africano para la vida silvestre en peligro de extinción), está situado en el distrito Langatta. Es la principal atracción para los niños por su modo de cohesión con la alimentación del animal en la atracción jirafas de Rothschild, donde se puede tener una mayor comunicación cara a cara en una torre. Comienza a 1-2 km de largo en el sendero de un bosque primitivo. Asimismo los datos sobre las plantas y animales son proporcionados por el centro por medio de folletos.

## Transporte
La congestión en los caminos y carreteras es un problema en Nairobi, por ello la gobernación estatal ha planeado varios proyectos, entre los que está en proceso para la nueva red ferroviaria Syokimau Rail Service cuya estación principal san Bypass Road se da por terminada. El proyecto ferroviario regional Nairobi Network Rail Commuter Sh24b sería el primer objetivo del plan económico que lleva en marcha el presidente, llamado Economic Vision Plan 2030 que pretende impulsar el desarrollo de estos medios de transporte mal organizados y críticos en la actualidad, además de reducir los costos de transporte debido al movimiento rápido de bienes y personas en la región, también aumentar el comercio, mejorar el bienestar socioeconómico del norte de Kenia y aumentar el potencial del país en la atracción de inversiones de todo el mundo.

### Aeropuertos
Nairobi se sirve principalmente del Aeropuerto Internacional Jomo Kenyatta . Es el aeropuerto más grande del este y África central, y manejado por más de 4.9 millones de pasajeros en 2008. El aeropuerto es un importante centro de tránsito para los pasajeros y turistas que vuelan a atractivos espacios naturales de África del Este, y para otras ciudades más pequeñas en África oriental y centro de África. El aeropuerto está situado a 20 km del distrito financiero central de Nairobi. El aeropuerto también da servicio directamente a los pasajeros intercontinentales de Europa y Asia.
Wilson Airport es un aeropuerto de aviación general más pequeño y concurrido, situado en un suburbio sur-central de Nairobi West. Se ocupa de pequeñas aeronaves que operan generalmente en Kenia, aunque algunos ofrecen servicios a otros destinos africanos.
El Aeropuerto Santa María fue el primer y más antiguo aeropuerto de Kenia, actualmente es una base militar.

### Matatu
Es el medio de transporte más popular de la ciudad, pertenece a la empresa de minibuses. La etimología de matatu es "tres centavos de dólar para un paseo" (actualmente con coste superior). Es la forma más sencilla de transporte hasta otras regiones de la ciudad o del país. Lo que le proporcionó la fama actual fue su decoración en la carrocería al gusto de los propietarios, destacando en una ocasión el rostro de Barack Obama. 
Debido a la competitividad entre los operadores este medio tiene un historial de accidentes por velocidad temeraria, incluso algunos habían equipado a su vehículo con sistemas de aparatos digitales para atraer a los usuarios. En 2004 se empezó a regular este medio para darle mayor seguridad, obligando a los propietarios pintar con una franja amarilla e incorporar cinturones de seguridad al automóvil, y otras normas que en su momento creó una gran polémica.

### Autobuses
Los autobuses son cada vez más comunes en la ciudad. Hay cuatro grandes compañías de autobuses que operan las rutas de la ciudad:
| Compañía   | Colores       |
| ---------- | ------------- |
| KBS        | Azul          |
| Citi Hoppa | Verde         |
| RoHS MOA   | Blanco y azul |
| Double M   | Púrpura       |

### SmartBus
SmartBus-Kenia es el último operador de autobús en Kenia y sirve a Nairobi y a las zonas de alrededor. En la actualidad, la compañía opera autobuses hasta Kitengela, Kiserian, Rongai y Ngong. Los pasajeros para ganar el acceso al vehículo tienen que llevar una tarjeta inteligente.

### Taxi
Los taxis están disponibles en la mayor parte de la ciudad. Estos son costosos en comparación con los matatu y autobuses, pero son una forma más segura y más conveniente de transporte. Paran fuera de la mayoría de los hoteles, en las paradas de taxis en el centro de la ciudad, y en los centros comerciales.

### Carreteras
Nairobi usa el servicio de carreteras que unen Mombasa con Kampala (Uganda) y Arusha (Tanzania). Estos están destinados a facilitar la circulación de automóviles a diario dentro y alrededor del área metropolitana. Sin embargo, la conducción en Nairobi es dificultosa. La mayoría de las carreteras están asfaltadas y hay señalización que muestra las direcciones a ciertos barrios. La ciudad está conectada con el Aeropuerto Internacional Jomo Kenyatta por Mombasa Road, que pasa a través del área industrial, South B, South C y san. Rongai san, san, y Karen están conectadas al centro de la ciudad en Langata Road, situada en el sur. Lavington, Riverside, san y otros están conectados por Waiyaki Way. San está conectada por la Thika Road, Jogoo Road, y la carretera de circunvalación exterior.
Algunas carreteras conectan la ciudad con otras ciudades importantes, como Mombasa, Machakos, Voi, (A109), y Kisumu, Nakuru, Eldoret, Namanga Border (Tanzania) (A104).
Nairobi tiene un proceso de reforma para las carreteras principales, donde se actualizará su infraestructura de red. Los nuevos sistemas de carreteras, pasos elevados y puentes reducirían los niveles de atascos que causan la incapacidad de la infraestructura actual para hacer frente al alza del crecimiento económico en los últimos años. También es un componente importante de la Visión 2030 y los planes de Metropolis Nairobi de Kenia, este último financiado con ayuda de China.

## Educación

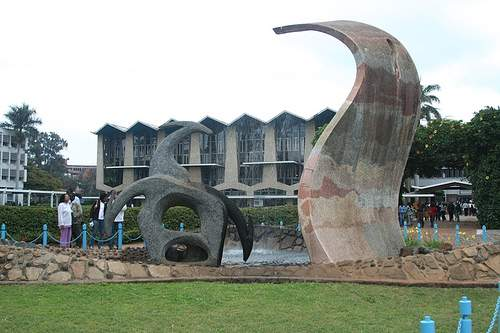
Entrada principal a la Universidad de Nairobi.

Nairobi es la sede de varias universidades prestigiosas. La Universidad de Nairobi es la universidad más antigua de Kenia, fue fundada en 1956, como parte de la Universidad de África Oriental, pero se hizo una universidad independiente en 1970. La universidad tiene aproximadamente 22.000 estudiantes. La Universidad Kenyatta está situada a 23 km del centro de Nairobi, sobre una superficie de más de 1000 acres de tierra. La universidad fue establecida en 1985 después de una larga lucha por el Estado, que comenzó en 1963. La Universidad Strathmore comenzado en 1961 como una escuela de Advanced Level. El colegio comenzó a admitir a estudiantes de contabilidad en marzo de 1966 y así se hizo una universidad. En enero de 1993 el colegio Strathmore se combinó con el colegio Kianda y cambiaron las instalaciones de lugar. En 1969 se estableció el campus de la Universidad Internacional de los Estados Unidos en Nairobi. Una universidad que tiene campus distribuidos alrededor de todo el globo. La Universidad Daystar es una universidad cristiana liberal localizada en Athi River, el sudeste de Nairobi. La Universidad nazarena de África localizada en Ongata Rongai, a minutos de la capital keniana es una universidad privada cristiana patrocinada por la Iglesia nazarena internacional. La misión es proporcionar una educación orientada en los valores cristianos.

## Deporte

### Fútbol
Varios equipos profesionales de fútbol establecidos en Nairobi participan en la Liga keniana de fútbol y en las divisiones inferiores a esta, así como en la FKF President's Cup. El AFC Leopards y el Gor Mahia sostienen una fuerte rivalidad, al ser los equipos más populares y más exitosos de la ciudad y del país, contando hasta la temporada de 2012 con doce títulos de liga cada uno. El enfrentamiento entre estas dos escuadras se conoce como el «derby de Nairobi».
| AFC Leopards          | Nyayo National Stadium          | 12 | 7  |
| Gor Mahia FC          | Nairobi City Stadium            | 12 | 10 |
| Kenya Commercial Bank | Nyayo National Stadium          | 0  | 1  |
| Mathare United        | Moi International Sports Centre | 1  | 2  |
| Nairobi City Stars    | Hope Centre                     | 0  | 1  |
| Posta Rangers FC      | Nairobi City Stadium            | 0  | 0  |
| Sofapaka              | Nyayo National Stadium          | 1  | 2  |
| Tusker                | Moi International Sports Centre | 10 | 3  |
| Fuente:               |                                 |    |    |

### Rugby
La ciudad cuenta con varios equipos de rugby union que participan en la Kenya Cup y la Enterprise Cup, como son el Homeboyz RFC, Impala RFC, Kenya Commercial Bank RFC, Kenya Harleqin F.C., Mean Machine RFC, Mwamba RFC, Nondescripts RFC y Strathmore University RFC. El Nondescripts RFC es, junto con el Kenya Harlequins, el más antiguo de ellos, siendo fundados en 1923, e históricamente es el más exitoso del país. Originalmente estaba compuesto únicamente de jugadores de raza blanca, pero con el paso de los años ha ido alineando cada vez más jugadores nativos de Kenia. El Mwamba RFC, fundado en 1978, surgió precisamente como contraparte de ese equipo, siendo el primero para los kenianos indígenas. Este equipo rápidamente obtuvo gran popularidad a nivel nacional y desarrolló una rivalidad con el Nondescripts RFC. El Mean Machine RFC, fundado en 1977, representa a la Universidad de Nairobi y es otro de los más populares del país, particularmente entre los jóvenes.
La liga conocida como Eric Shirley Shield es la que se encuentra inmediatamente por debajo de la Kenya Cup en el sistema keniano, y en ella participan principalmente los equipos alternativos de aquellas escuadras que están en la primera división. El Eric Shirley Shield se divide en dos grupos según la ubicación geográfica de los equipos; aquellos de Nairobi están encuadrados en el grupo A, el del oriente del país.

### Religión
| Religión en Nairobi (2018)                 | Religión en Nairobi (2018)                 | Religión en Nairobi (2018) | Religión en Nairobi (2018) | Religión en Nairobi (2018) |
| ------------------------------------------ | ------------------------------------------ | -------------------------- | -------------------------- | -------------------------- |
| Religión                                   | Religión                                   |                            | Porcentaje                 | Porcentaje                 |
| Protestantes                               | Protestantes                               |                            | 43 %                       | 43 %                       |
| Católicos                                  | Católicos                                  |                            | 25 %                       | 25 %                       |
| Islam                                      | Islam                                      |                            | 14 %                       | 14 %                       |
| Religiones Indígenas                       | Religiones Indígenas                       |                            | 13 %                       | 13 %                       |
| Ninguna (Ateísmo+Agnósticos+no religiosos) | Ninguna (Ateísmo+Agnósticos+no religiosos) |                            | 3 %                        | 3 %                        |
| Creyentes sectarios u otras religiones     | Creyentes sectarios u otras religiones     |                            | 2 %                        | 2 %                        |

Según el censo el 95% de los entrevistados son religiosos, pero solo el 56,8% asiste a los servicios religiosos.
Cristianos
-Prostestantes- 60.5%
-Católicos- 21,8%
-Ortodoxos- 7,8%
-Mormones- 5,7%
-Otros- 4,2%

## Ciudades hermanadas
- Denver (Estados Unidos, 1975)[19][20]
- Raleigh (Estados Unidos)[21]

| Predecesor: Montreal | Sede de las Conferencias de las Naciones Unidas sobre el cambio climático 2006          | Sucesor: Bali |
| Predecesor: Abu Dabi | Sede de las Sesiones del Comité del Patrimonio cultural inmaterial de la Humanidad 2010 | Sucesor: Bali |